# La Chapelle-de-Surieu
La Chapelle-de-Surieu é uma comuna francesa na região administrativa de Auvérnia-Ródano-Alpes, no departamento de Isère. Estende-se por uma área de 11,22 km². Em 2010 a comuna tinha 767 habitantes (densidade: 68,4 hab./km²).